# Benoît Assou-Ekotto
Benoît Assou-Ekotto (wym. [bənˈwa aˈsu ɛkoˈto]; ur. 24 marca 1984 w Arras) – kameruński piłkarz, występuje na pozycji obrońcy.

## Życiorys
Swoją profesjonalną karierę rozpoczynał w RC Lens, gdzie przebojem wszedł do pierwszego składu w sezonie 2004/2005. Rozegrał 29 meczów i ten sezon mógł zaliczyć do udanych, podobnie jak kolejny, w którym swój dorobek meczowy poprawił o 5. To wystarczyło by młodego Kameruńczyka wypatrzyli działacze Tottenhamu Hotspur. Dyrektor sportowy tego klubu – Damien Comolli, który wiązał z nim duże nadzieje szybko sfinalizował transfer. W grudniu 2006 Assou-Ekotto nabawił się kontuzji i stracił miejsce na lewej obronie na rzecz Lee Young-pyo.
1 lipca 2015 Benoit Assou-Ekotto podpisał kontrakt z AS Saint-Étienne. Spędził w nim rok. Latem 2016 trafił do FC Metz. W 2018 roku odszedł z tego klubu.

## Kariera w liczbach
| Sezon   | Klub                | Kraj    | Rozgrywki      | Mecze | Bramki | Rozgrywki Europy | Mecze | Bramki |
| ------- | ------------------- | ------- | -------------- | ----- | ------ | ---------------- | ----- | ------ |
| 2003/04 | RC Lens             | Francja | Ligue 1        | 3     | 0      | –                | –     | –      |
| 2004/05 | RC Lens             | Francja | Ligue 1        | 29    | 0      | –                | –     | –      |
| 2005/06 | RC Lens             | Francja | Ligue 1        | 34    | 0      | Liga Europy UEFA | 0     | 0      |
| 2006/07 | Tottenham           | Anglia  | Premier League | 16    | 0      | Liga Europy UEFA | 0     | 0      |
| 2007/08 | Tottenham           | Anglia  | Premier League | 1     | 0      | Liga Europy UEFA | 0     | 0      |
| 2008/09 | Tottenham           | Anglia  | Premier League | 29    | 0      | Liga Europy UEFA | 0     | 0      |
| 2009/10 | Tottenham           | Anglia  | Premier League | 30    | 1      | –                | –     | –      |
| 2010/11 | Tottenham           | Anglia  | Premier League | 30    | 0      | Liga Europy UEFA | 12    | 0      |
| 2011/12 | Tottenham           | Anglia  | Premier League | 34    | 2      | Liga Europy UEFA | 3     | 0      |
| 2012/13 | Tottenham           | Anglia  | Premier League | 15    | 1      | Liga Europy UEFA | 5     | 0      |
| 2013/14 | Tottenham           | Anglia  | Premier League | 0     | 0      | –                | –     | –      |
| 2013/14 | Queens Park Rangers | Anglia  | Championship   | 31    | 0      | –                | –     | –      |
| 2014/15 | Tottenham           | Anglia  | Premier League | 0     | 0      | Liga Europy UEFA | 0     | 0      |
| 2015/16 | AS Saint-Étienne    | Francja | Ligue 1        | 20    | 0      | Liga Europy UEFA | 7     | 0      |

Stan na: koniec sezonu 2015/2016.

## Życie prywatne
Benoît Assou-Ekotto jest spokrewniony z Mathieu Assou-Ekotto, piłkarzem Excelsior Mouscron.